# Krijovratke
Krijovratke (Cryptodira) su podred kornjača. Njihovo zajedničko obilježje je sposobnost, da verikalnim savijanjem vrata u obliku slova S uvuku vrat i glavu u oklop okomito na otvor oklopa.
Ovo im omogućuje građa vratnog dijela kralješnice tako, što pršljenovi nemaju, ili su im snažno zakržljali, trnaste i postrane nastavke. Karlične kosti im nisu sraštene uz oklop.
Ova skupina kornjača nema, osim već navedenog, drugih važnijih zajedničkih obilježja. Žive u vrlo različitim staništima, vrlo su različitih veličina, hrane se različitom hranom, a i građa oklopa im nije jednaka. Sva navedena različita obilježja posljedica su evolucijske prilagodbe određenim uvjetima.
Krijovratke su se razvile u vrijeme jure prije oko 180 milijuna godina. Danas je ova skupina zastupljena s trinaest porodica.

## Sistematika (porodice)
- Natporodica Kinosternoidea
  - Dermatemydidae
  - Kinosternidae
- Natporodica Testudinoidea
  - †Adocidae
  - Emydidae
  - Geoemydidae, ranije Bataguridae
  - Testudinidae
  - Chelydridae
  - Platysternidae
- Natporodica Chelonioidea
  - Želve[1] (Cheloniidae)
  - Usminjače[2] (Dermochelyidae)
  - †Protostegidae
- Natporodica Trionychoidea
  - Carettochelyidae
  - Trionychidae

### Drugi projekti
|  | Zajednički poslužitelj ima još gradiva o temi Krijovratke |
|  | Wikivrste imaju podatke o taksonu Krijovratkama           |